# Osservatorio di Stony Ridge
| 144633 Georgecarroll | 21 marzo 2004     |
| 327030 Alanmaclure   | 12 settembre 2004 |

L'osservatorio di Stony Ridge (in inglese: Stony Ridge Observatory) è un osservatorio astronomico statunitense situato nell'omonima zona della foresta nazionale degli Angeles in California, alle coordinate 34°18′04.57″N 117°59′52.08″W ad un'altitudine di 1.730 m s.l.m., gestito da un'organizzazione di astronomi amatoriali. Il suo codice MPC è 671Stony Ridge.
Inaugurato nel 1957, poteva vantare il telescopio di maggior diametro, 76 cm, tra gli osservatori amatoriali della California e, presumibilmente, degli Stati Uniti.
La strumentazione d'avanguardia di cui è dotato gli permette il coinvolgimento in progetti in cooperazione con osservatori professionali. All'inizio degli anni sessanta del XX secolo ha contribuito alla realizzazione della mappatura della superficie lunare che servì per scegliere i siti di allunaggio delle missioni Apollo.
Nell'estate 2009 la struttura venne minacciata dal vasto incendio che colpì la foresta dove è ubicato ma riportò infine solo danni minimi.
Il Minor Planet Center lo accredita per la scoperta di due asteroidi effettuate entrambe nel 2004.
Gli è stato dedicato l'asteroide 10168 Stony Ridge.